# 湯汲哲也
湯汲 哲也（ゆくみ てつや、1980年4月8日 - ）は、日本の作曲家。音楽プロデューサー。ベーシスト。
京都府出身。
エイベックス・マネジメント所属。日本作曲家協会会員。

## 経歴
幼少の頃から両親の影響でギターやピアノ等の楽器に触れ、音楽に囲まれた環境で育つ。高校時代に組んでいたバンドはベースを担当していたが途中メンバー交代でドラムに変更。高校卒業後、音楽専門学校の作曲学科に進学。在学中に制作したデモテープが各方面のプロデューサーの耳にとまり、コンポーザーとしての才能を見出され、avexと専属契約を結ぶ。作風としては、自身の生まれ育った京都を意識した和風テイストな作品が多い。
2003年に浜崎あゆみのミニアルバム『Memorial address』の表題曲を作曲。
浜崎あゆみがデビューして以来、最も数多くの楽曲を本人に提供している作曲家であり、浜崎あゆみから絶大な信頼を得ている。
湯汲が書いた曲はTA(浜崎あゆみのファン)からも非常に人気があり、彼が書き下ろした新曲がリリースされる度に注目を浴びている。
[その他の活動]
現在、UUUM所属のYouTuber、としみつ(東海オンエア)やJENNIなど、数多くのクリエイターの楽曲制作やプロデュースに携わるなど多方面でも幅広く活動している。

## 提供楽曲

### 2003年
- 浜崎あゆみ『Memorial address』（ミニアルバム）
  - ANGEL'S SONG（作曲）

パナソニック「D-snap」CMソング
  - Memorial address（作曲）

### 2004年
- 浜崎あゆみ『Moments』（シングル）
  - Moments（作曲）

コーセー「ヴィセ」CMソング

- 浜崎あゆみ『INSPIRE』（シングル）
  - INSPIRE（作曲）

ニューヨーク「グッゲンハイム美術館展」イメージソング

- 浜崎あゆみ『MY STORY』（アルバム）
  - HOPE or PAIN（作曲）
  - HAPPY ENDING（作曲）
  - walking proud（作曲）

パナソニック「ポータブルMD」CMソング
  - HONEY（作曲）

### 2005年
- 浜崎あゆみ『(miss)understood』（アルバム）
  - (miss)understood（作曲）

### 2006年
- 浜崎あゆみ『Secret』（アルバム）
  - JEWEL（作曲）

パナソニック「LUMIX FX07」CMソング
  - momentum（作曲）
  - kiss o' kill（作曲）
  - Secret（作曲）

映画『傷だらけの男たち』主題歌

- mihimaru GT『ツヨクツヨク』（シングル）
  - ツヨクツヨク（作詞・作曲）

テレビ朝日系アニメ『ガラスの艦隊』オープニングテーマ曲
マルハン 企業CMソング

### 2007年
- 浜崎あゆみ『A BEST 2 -BLACK-』（ベストアルバム）
  - part of Me（作曲）

パナソニック「LUMIX FX30」CMソング

### 2008年
- 浜崎あゆみ『GUILTY』（アルバム）
  - (don't) Leave me alone（作曲）

MTI「music.jp」CMソング
  - GUILTY（作曲）
  - MY ALL（作曲）

- 浜崎あゆみ『Mirrorcle World』（シングル）
  - Life（作曲）

MTI「music.jp」CMソング

- 浜崎あゆみ『Days/GREEN』（シングル）
  - GREEN（作曲）

パナソニック「LUMIX FX37」CMソング

### 2009年
- 浜崎あゆみ『You were.../BALLAD』（シングル）
  - RED LINE 〜for TA〜（作曲）

### 2010年
- 浜崎あゆみ『Rock'n'Roll Circus』（アルバム）
  - count down（作曲）
  - Last Links（作曲）

TBS『報道特集』エンディングテーマ
  - meaning of Love（作曲）

### 2014年
- 浜崎あゆみ『Zutto.../Last minute/Walk』（シングル）
  - Last minute（作曲）

日本テレビ『バズリズム』オープニングテーマ

### 2015年
- 浜崎あゆみ『A ONE』（アルバム）
  - Out of control（作曲）
  - Story（作曲）
- 浜崎あゆみ『Step by step』（デジタルシングル）
  - Step by step（作曲）

NHK総合 ドラマ10『美女と男子』主題歌

- 浜崎あゆみ『sixxxxxx』（ミニアルバム）
  - Summer diary（作曲）
  - Sorrows（作曲）
  - Shape of love（作曲）
  - Sky high（作曲）

### 2016年
- 浜崎あゆみ『M(A)DE IN JAPAN』（アルバム）
  - FLOWER（作曲）
  - Breakdown（作曲）
  - Mr.Darling（作曲）
- 96猫『7S』（アルバム）
  - Alive（作曲）

### 2018年
- 浜崎あゆみ『TROUBLE』（ミニアルバム）
  - The way I am  (作曲)

### 2019年
- ももいろクローバーZ『ももいろクローバーZ 5th ALBUM MOMOIRO CLOVER Z』  (アルバム)
  - ツヨクツヨク -ZZ ver.-  (作詞/作曲)
- 安斉かれん 『人生は戦場だ』（シングル）
  - 人生は戦場だ (作曲)

TVアニメ『ブラッククローバー』エンディングテーマ曲

### 2020年
- 浜崎あゆみ   『MY ALL (Chinese version)』 デジタルシングル
- My ALL (作曲)

- ONE PIECE ✕ UUUM　カバーアルバム
- としみつ from 東海オンエア

- ココロノ地図　(編曲)

- リクヲ from アバンティーズ
  - ヒカリへ　(編曲&ベース)

- JENNI
  - memories　(編曲&ベース)

- imiga
  - エターナルポーズ　(編曲)
- TTJ   『TTJ LAND』(1stアルバム)
  - 餃子FUNK (編曲)
  - WALK (編曲)
  - WONDERLAND (編曲)
- TOSHIMITSU (東海オンエア) 『THE BEST2』(2ndアルバム)
  - 逃ゲルガ勝チ　(編曲)
  - ハッピーにいこうぜ　(編曲)

### 2021年
- 浜崎あゆみ　『A BALLADS 2』(アルバム)
- momentum (作曲)
- Secret (作曲)
- JEWEL (作曲)
- Moments (作曲)
- walking proud (作曲)
- Memorial address (作曲)
- HOPE or PAIN (作曲)
- Life (作曲)

### 2022年
- LOVER SOUND TRACK　『夏の島』(シングル)

『夏の島』(作詞/作曲/編曲)

### 2023年
- 浜崎あゆみ  『Remember you』(アルバム)

　　Remenber you (作曲)
- 安斉かれん

「 僕らはきっと偽りだらけの世界で強くなる。」(アルバム)
「人生は戦場だ」(作曲)

### テレビ楽曲
- BS11・KBS京都『京都・国宝浪漫』テーマ曲（作曲）

2013年10月〜2017年4月 (放送期間)
- BS11・KBS京都『京都浪漫〜美と伝統を訪ねる〜』テーマ曲（作曲）

2017年4月〜 2018年3月(放送期間)
- BS11・KBS京都『京都浪漫 悠久の物語』テーマ曲（作曲）

2018年4月〜(放送期間)